# 마누엘 파나로
마누엘 파나로(스페인어: Manuel Panaro Miramón, 2002년 12월 28일~)는 아르헨티나의 축구 선수로, 알도시비에서 공격수로 활동하고 있다.